# Łamignat Straszliwy
Łamignat straszliwy – oficjalna kontynuacja komiksu Janusza Christy Kajko i Kokosz, drugi po Obłędzie Hegemona tom nowej serii. Podobnie jak w przypadku tamtego komiksu, album jest zbiorem krótkich historii tworzonych przez nowych rysowników i scenarzystów. Tym razem w albumie nie pojawili się Krzysztof Janicz i Norbert Rybarczyk. Podobnie jak w przypadku pierwszego tomu okładkę stanowi oryginalna ilustracja Janusza Christy, wcześniej wykorzystana na Puzzlach, acz pokolorowana na nowo przez Jacka Skrzydlewskiego. Jest to pierwszy album z cyklu o Kajku i Kokoszu, w którym Łamignat znalazł się na okładce.
Album zawiera cztery historie:
- Słoń a sprawa zbójcerska (rys. Sławomir Kiełbus, scenariusz Maciej Kur) koncentrujący się na perypetiach Zbójcerzy. Jest to pierwszy epizod w historii serii Kajko i Kokosz dziejący się w zimie.
- Łamignat straszliwy (rys. Piotr Bednarczyk, scenariusz Maciej Kur), tytułowa historia koncentrująca się na przygodach zbója Łamignata.
- Instytut badania smoków (rysunki i scenariusz - Tomasz Samojlik) koncentrujący się na przygodach Smoka Milusia.
- Pojedynek (rys. Sławomir Kiełbus, scenariusz Maciej Kur) historia skupiająca się na Kasztelanie Mirmile i jego bracie Wojmile.

## Odbiór
Album spotkał się głównie z pozytywnymi reakcjami czytelników, a recenzje były mniej krytyczne niż w przypadku wcześniejszego tomu. Chwalono zarówno warstwę graficzną, jak i scenariusze za oddanie ducha i humor zbliżony do stylu Janusza Christy.